# 甲状腺素结合球蛋白
甲状腺素结合球蛋白（英語：thyroxine-binding globulin，TBG）：一种54kd的糖蛋白，主要在肝脏合成，拥有1个甲状腺激素结合位点，对T4的结合力非常高，对T3的结合力稍微弱一点。血清中甲状腺素结合球蛋白的浓度大约是0.27μmol/L（1.5mg/dL），只有1/3的甲状腺素结合球蛋白分子结合了T4。